# 竹本幸夫
竹本 幸夫（たけもと ゆきお、1954年〈昭和29年〉2月22日 - ）は、日本の政治家。愛知県豊川市長（2期）。

## 来歴
愛知県豊川市出身。豊川市立南部中学校、愛知県立豊橋東高等学校卒業。1976年（昭和51年）3月、立命館大学理工学部卒業。1978年（昭和53年）4月、豊川市役所に入庁。
2007年（平成19年）11月、企画部政策調整監に就任。2008年（平成20年）7月、副市長に就任。
2019年（令和元年）10月6日に行われた豊川市長選挙に自由民主党・公明党の推薦を受けて立候補し、初当選した。投票率は過去最低の33.0％を記録した。10月20日、市長就任。
※当日有権者数：148,637人 最終投票率：33.00%（前回比：－4.24pts）
| 候補者名 | 年齢 | 所属党派 | 新旧別 | 得票数   | 得票率 | 推薦・支持             |
| -------- | ---- | -------- | ------ | -------- | ------ | ---------------------- |
| 竹本幸夫 | 65   | 無所属   | 新     | 35,620票 | 73.58% | （推薦）自民党・公明党 |
| 中村優子 | 71   | 無所属   | 新     | 12,788票 | 26.42% | （推薦）日本共産党     |

2023年（令和5年）10月1日、任期満了に伴う豊川市長選挙は前回と同じ顔ぶれで竹本と中村の一騎打ちとなり竹本が再選。投票率は29.14%で過去最低を更新した。※当日有権者数：148,798人 最終投票率：29.14%（前回比：－3.86pts）
開票結果は、当選 竹本幸夫 無所属 現 32,814票 76.89% 自民党・公明党推薦、中村優子 無所属 新 9,861票 23.11% 日本共産党推薦だった。

## 市政・人物
- 2020年（令和2年）2月、新型コロナウイルス問題の際、豊川市の友好都市である中国の江蘇省無錫市新呉区にマスク4500枚や防護服などを支援物資として送ったが、その後の感染の拡大を受けて豊川市がマスク不足に陥り、3月24日、新呉区に対しマスク送付の支援を要請する方針を明らかにした[6]。25日、新呉区がマスク5万枚を支援することが明らかにされた[7]。
- 同年12月17日、豊川市議会の最大会派「とよかわ未来」の議員のうち14人が、市内の飲食店で懇親会として2時間宴会を開き、竹本と池田宏生副市長も参加した。竹本は、会の最中に市職員が新型コロナウイルスに感染したとの報告を受け、1時間ほどで退席した[8]。コロナ感染拡大を受け、政府が感染リスクが高い5人以上での会食を控えるよう呼び掛けている中での出来事だったため[9]、問題となった。2021年（令和3年）1月6日、竹本は記者会見し、「大変申し訳ない。反省している。」と述べ謝罪した[10][8]。
- 2022年（令和4年）7月1日、LGBTなど性的少数者のカップルが婚姻に相当する関係にあると認める「パートナーシップ宣誓制度」を導入した[11]。